# Марсело
Марсело Виейра да Силва Жу̀ниор (на португалски: Marcelo Vieira da Silva Júnior), или само Марсело е бивш бразилски футболист, защитник.

## Кариера

### Флуминензе
Започва да играе футбол в зала на 9 години. На 17-годишна възраст през 2005 г. е вече играч на Флуминензе. Идва от много беден квартал и дори е имало вероятност да се откаже от футбола, но от клубът му са го считали за една от бъдещите звезди и са го накарали да продължи с футбола.

### Реал Мадрид
На 22 октомври 2006, агента на играча обявява, че той е напът да се присъедини към Реал Мадрид. Счита се, че Реал е платил 4.3 млн. паунда/7 млн. евро, а договора е за срок от 7 години до 2013. Марсело прави своя дебют на 7 януари 2007 г. влизайки като резерва при загубата от Депортиво Ла Коруня с 2 – 0. На 14 април 2007 г. прави първото си участие с Реал Мадрид като титуляр, като започва мача срещу Расинг Сантандер, в който Реал Мадрид загубва с 2 – 1.
През месец април на 2013 г. подновява договора си с Реал Мадрид до лятото на 2018 г., а две години по-късно на 10 юли 2015 г. сключва нов договор до 30 юни 2020 година.

### Национален отбор
Отбелязва гол в дебюта си с бразилския национален отбор през 2006 г. срещу Уелс, като отнема топката точно пред наказателното поле на Уелс и отбеляза със силен удар с левия крак. Той е считан за наследник на Роберто Карлош, както за страната си така и за клубния си отбор Реал Мадрид.

## Успехи

### Реал Мадрид
- Примера дивисион (5): 2006/2007, 2007/2008, 2011/12,2016/2017, 2021/22
- Купа на Испания (2): 2010/11, 2013/14
- Суперкупа на Испания (4): 2008, 2012,2016/2017,2021/2022
- Шампионска лига (5): 2013/14, 2015/16, 2016/17, 2017/18, 2021/22
- Суперкупа на Европа – (3): 2014,2016,2017
- Световно клубно първенство –(4) 2014,2016,2017,2018